# Distretto di Lejlek
Il distretto di Lejlek (in kirghiso Лейлек району?, Leylek rayonu) è un distretto (raion) del Kirghizistan con  capoluogo Isfana.